# Lady, la vendedora de rosas
Lady, la vendedora de rosas es una serie de televisión colombiana producida por Teleset y Sony Pictures Television para RCN Televisión en 2015. Está basada en la vida de Lady Tabares.
Esta protagonizada por Natalia Reyes y Michell Orozco, junto a Ernesto Benjumea. Además, cuenta con las participaciones antagónicas de Brian Moreno, Yuri Vargas, Julieth Restrepo, Andrés Felipe Torres y Juan Pablo Barragán, la actuación estelar de Majida Issa y la participación especial de Julián Román.

## Audiencia
El día 16 de junio la telenovela fue el programa más visto de Colombia.[cita requerida] Su índice de audiencia más alto lo obtuvo el 23 de junio de 2015 marcando 14.7 puntos de índice de audiencia. Desde el día de su estreno se consolidó como uno de los programas más vistos de la televisión colombiana, de esa manera se convierte en la serie más vista del 2015 en Colombia.[cita requerida]

## Reparto[6]
- Natalia Reyes - Lady Tabares "La vendedora de rosas"
  - Michell Orozco - Lady Tabares (Niña)
- Majida Issa - Fátima Tabares
- Ernesto Benjumea - Marco García
- Yuri Vargas - Yurani Bueno Restrepo
  - María José Vargas - Yurani Bueno Restrepo (Niña)
- Viña Machado - Brigit Restrepo
- Carlos Mariño - Albeiro Bueno
- Brian Moreno - Alex Candamil
  - Samuel Muñoz - Alex Candamil (Niño)
- Alberto Cardeño - Francisco 'Pacho' Rojas
- Fabio Restrepo - Don Élmer Candamil
- Juan Pablo Barragán - Arturo "el Mono"
- Diego Garzón - Didier Briñez Tabares
  - Mario Andrés Guerrero - Didier Briñez Tabares (Niño)
- Jennifer Arenas - Mireya[7]
- Carolina López - Liliana Rojas Jaramillo
- Aura Helena Prada - Hermana Ángela

## Premios y nominaciones

### Premios India Catalina
| Año  | Categoría                                                   | Nominado                                        | Resultado |
| ---- | ----------------------------------------------------------- | ----------------------------------------------- | --------- |
| 2015 | Mejor telenovela o serie                                    | Mejor telenovela o serie                        | Nominada  |
| 2015 | Mejor director de telenovela o serie                        | Felipe Cano                                     | Nominado  |
| 2015 | Mejor libreto de telenovela o serie (original o adaptación) | Lina Arboleda, Juliana Lema y Pedro Miguel Rozo | Nominados |
| 2015 | Mejor actor protagónico de telenovela o serie               | Brian Moreno                                    | Nominado  |
| 2015 | Mejor actriz protagónica de telenovela o serie              | Natalia Reyes                                   | Nominada  |
| 2015 | Mejor actor antagónico de telenovela o serie                | Juan Pablo Barragán                             | Nominado  |
| 2015 | Mejor actriz antagónica de telenovela o serie               | Julieth Restrepo                                | Nominada  |
| 2015 | Mejor actor de reparto de telenovela o serie                | Diego Garzón                                    | Nominado  |
| 2015 | Mejor actriz de reparto de telenovela o serie               | Majida Issa                                     | Nominada  |
| 2015 | Mejor actriz de reparto de telenovela o serie               | Carolina López                                  | Nominada  |
| 2015 | Mejor edición de telenovela o serie                         | Jefferson Flórez                                | Nominado  |
| 2015 | Mejor arte de telenovela o serie                            | Mónica Marulanda                                | Nominada  |
| 2015 | Mejor fotografía de telenovela o serie                      | Lucas Cristo y Oswaldo Ramírez                  | Nominados |

### Premios TVyNovelas
| Año  | Categoría                                   | Nominado                                        | Resultado |
| ---- | ------------------------------------------- | ----------------------------------------------- | --------- |
| 2015 | Mejor Serie                                 | Mejor Serie                                     | Nominada  |
| 2015 | Director Favorito De Telenovela o Serie     | Felipe Cano                                     | Nominado  |
| 2015 | Libretista Favorito De Telenovela o Serie   | Lina Arboleda, Juliana Lema y Pedro Miguel Rozo | Nominados |
| 2015 | Protagonista Femenina Favorita De Serie     | Natalia Reyes                                   | Nominada  |
| 2015 | Protagonista Masculino Favorito De Serie    | Brian Moreno                                    | Ganador   |
| 2015 | Villana Favorita De Serie                   | Yuri Vargas                                     | Ganadora  |
| 2015 | Villano Favorito De Serie                   | Juan Pablo Barragán                             | Nominado  |
| 2015 | Actriz De Reparto Favorita De Serie         | Majida Issa                                     | Ganadora  |
| 2015 | Actriz De Reparto Favorita De Serie         | Carolina López                                  | Nominada  |
| 2015 | Actor De Reparto Favorito De Serie          | Andrés Torres                                   | Ganador   |
| 2015 | Actor De Reparto Favorito De Serie          | Juan Camilo Pérez                               | Nominado  |
| 2015 | Tema Musical Favorito De Telenovela o Serie | Rosa De Barro                                   | Nominado  |